# Qualitätszentrierte Schulentwicklung
Qualitätszentrierte Schulentwicklung (QZS) ist ein Verfahren zur Schulentwicklung mit Hilfe von Qualitätsmanagement. Mit Hilfe des Verfahrens können Schulen ihre Arbeitsprozesse systematisieren, strukturieren und dokumentieren. Zudem werden Schulen bei der Umsetzung der Selbstevaluation sowie der Fremdevaluation unterstützt. Alle in dem jeweiligen Orientierungsrahmen für Schulqualität beschriebenen Qualitätsbereiche können unabhängig vom jeweiligen Bundesland mit Hilfe des Verfahrens bearbeitet, evaluiert und an der Schule optimiert werden.
Das Verfahren QZS ist eines der vier offiziellen Unterstützungssysteme des Landes Baden-Württemberg für die Allgemeinbildenden Schulen zur Selbstevaluation/Schulevaluation. Es kann außerdem in Berufsschulen und Schulen anderer Bundesländer eingesetzt werden. QZS kann beispielsweise mit SEIS gut in Kombination eingesetzt werden.

## Die Entwicklung von QZS
Das Verfahren QZS ist im Rahmen des Projekts „Q-Regionen“ in Baden-Württemberg zwischen 2002 und 2006 entstanden. Es wurde mit Schulen aller Schularten entwickelt und evaluiert. Das Projekt wurde inhaltlich und finanziell von der Landesvereinigung Baden-Württembergischer Arbeitgeberverbände e.V., dem Ministerium für Kultus, Jugend und Sport Baden-Württemberg, der Bundes- und der Landesarbeitsgemeinschaft SCHULEWIRTSCHAFT sowie vom Verband der Metall- und Elektroindustrie Baden-Württemberg e.V. – Südwestmetall getragen. Das Projekt wurde wissenschaftliche begleitet und evaluiert von der Unternehmensberatung "MTO Psychologische Forschung und Beratung GmbH Tübingen".

## Aufbau des Verfahrens
Die zentrale Unterstützungskomponente des Verfahrens QZS ist der Leitfaden QZS. Dort werden alle zentralen Schritte beschrieben, die für eine Implementierung und Umsetzung des Verfahrens an einer Schule notwendig sind. Der Leitfaden liefert dazu Arbeits- und Informationsmaterialien.
Der Prozess der Qualitätszentrierten Schulentwicklung setzt sich aus folgenden Schritten zusammen:
1. Die Einführung eines schulinternen Qualitätsmanagementsystems: Nach einer Statusanalyse, bei der der aktuelle Stand der Schulentwicklung und des Qualitätsmanagements analysiert werden, folgen die fünf Schritte Akzeptanzsicherung, Bildung eines Qualitätsteams, Aufbau externer Kontakte, Qualifizierung des Lehrpersonals und zuletzt die Planung und Organisation.
2. Die Durchführung  des Qualitätsmanagements: Die Schule erarbeitet unter Berücksichtigung landesspezifischer Qualitätskonzeptionen ihr eigenes Qualitätsleitbild und spezifiziert konkrete Qualitätsstandards. Die dazugehörigen zentralen Prozessabläufe, z. B. zur Unterrichtsgestaltung, werden schriftlich festgehalten. In einer Selbstevaluation überprüft die Schule mit Hilfe von bestehenden und schuleigenen Instrumenten die Qualitätsstandards und Prozessabläufe und leitet aus den Ergebnissen Maßnahmen zur Qualitätssicherung und -entwicklung ab und führt diese durch.
3. Die Dokumentation des Qualitätsmanagements: Das Qualitätsleitbild und die Prozessabläufe können in dem Qualitätsmanagementhandbuch festgehalten werden, die kontinuierliche Planung, Durchführung, Ergebnisse interner Evaluationen sowie ergriffene Schulentwicklungsmaßnahmen in dem Evaluationsberichtsheft.